# 洛格卡賓克羅斯羅茲 (印地安納州)
洛格卡賓克羅斯羅茲（英語：Log Cabin Crossroads）是位於美國印地安納州蒙哥馬利縣的一個非建制地區。該地的面積和人口皆未知。